# 蘭加馬蒂縣
蘭加馬蒂縣是孟加拉國吉大港區的一個縣，位於該國東南部，北界印度，東界緬甸。多山。該國最大的人工湖戈爾諾普利水庫位於本縣。
面積6,116.13平方公里。2001年人口508,182人。
下分十個鄉。